# Le roi s’amuse
Le roi s’amuse (Der König amüsiert sich) ist ein Theaterstück, das im Jahre 1832 von Victor Hugo als Drama geschrieben wurde. Die Uraufführung fand am 22. November 1832 in der Comédie-Française in Paris statt. Während es die Zustände in den 1520er Jahren in Paris am absolutistischen Hofe anhand der amourösen Eskapaden des französischen Königs Franz I. und der Kabalen des Hofnarren Triboulet beschreibt, waren die damaligen Zensoren der Ansicht, es enthalte beleidigende Anspielungen auf König Louis-Philippe und sei allgemein unmoralisch.
Das Werk bildet die Grundlage für Giuseppe Verdis Oper Rigoletto.

## Handlung des Stückes
Hauptperson des Stücks ist der Hofnarr Triboulet, dessen Tochter Blanche entführt wird, um als Mätresse dem König zu dienen, der vom droit de seigneur Gebrauch machen will. Ein anderer Vater, Monsieur de Saint-Vallier, dessen Tochter ebenfalls vom König missbraucht worden war, war von Triboulet zuvor verhöhnt worden, worauf der Vater Triboulet verfluchte. Der Fluch erfüllt sich am Ende an der geliebten Tochter des Hofnarren versehentlich durch dessen eigene Hand.

### Textauszug
Triboulet steht bereit, den König zu ermorden, weil dieser seine Tochter Blanche entehrt hat:
"Welch Wetter! Nacht der Geheimnisse! Ein Sturm am Himmel! Ein Mord auf der Erde!

Wie groß bin ich hier! Mein Feuerzorn hält heute Nacht Schritt mit dem Zorn Gottes.

Welchen König töte ich! - Einen König, von dem zwanzig andere abhängig sind, von seinen Händen kommen Krieg und Frieden!

Er trägt gegenwärtig die Last der ganzen Welt. Wenn er nicht mehr auf ihr weilt, wie wird dann alles zusammenbrechen!

Wenn ich diese Stütze niederwerfe, wird der Schlag stark und schrecklich sein, und meine Hand,

die sie stößt, wird lange Zeit das ganze weinende Europa erschüttern,

das sein Gleichgewicht dann woanders suchen muss!

[…]

Welcher Arm lässt dich, Erde, erzittern, wie es ihm gefällt?

Die Erde erwidert entsetzt: Triboulet!-

Oh! Freue dich, gemeiner Gaukler, an deinem großen Stolz.

Die Rache eines Narren bringt die Erde ins Wanken!"
(Man beachte die Anspielung auf die französische Revolution von 1789.)

## Der Autor über sein Werk
Kommentar Victor Hugos vom 23. November 1832, nachdem der Autor vom Verbot des Stückes erfuhr:
"Das Stück ist unmoralisch? Glauben sie? Ist es das im Wesentlichen? Hier ist das Wesentliche. Triboulet ist missgestaltet; Triboulet ist krank; Triboulet ist der Hofnarr; ein dreifaches Unglück, das ihn böse macht. Triboulet hasst den König, weil er der König ist, die Herren, weil sie die Herren sind, die Menschen, weil sie nicht alle einen Buckel haben. Sein einziger Zeitvertreib ist es, die Herren unablässig untereinander gegen den König aufzubringen. Dabei zerschmettert er den Schwächsten am Stärksten. Er macht den König zu einem schlechten Menschen, […] er lässt ihn auf sämtliche Familien der Edelmänner los und zeigt ihm dabei unaufhörlich die Gattin zum Verführen, die Schwester zum Entführen und die Tochter zum Entehren. Der König ist in den Händen Triboulets nichts als ein allmächtiger Hampelmann, der all die Existenzen zerbricht, in deren Mitte der Narr ihn spielen lässt.
[…] Dieser Vater [de Saint-Vallier], dem der König die Tochter genommen hat, wird von Triboulet verspottet und beleidigt.
Der Vater erhebt den Arm und verflucht Triboulet. Von daher entwickelt sich das ganze Stück. Der wirkliche Gegenstand ist der Fluch von M. de Saint-Vallier. […] Derselbe König, den Triboulet zum Raub treibt, wird Triboulet die Tochter rauben […] Er [Triboulet] will den König ermorden, um seine Tochter zu rächen, doch er ermordet seine [eigene] Tochter.[…] Zweifellos ist es nicht an uns, zu entscheiden, ob wir eine Idee zu einem Drama vor uns haben, aber ganz sicherlich ist es eine moralische Idee. […] Hier ist also dennoch das Stück, gegen das das Ministerium so viele Beschuldigungen zu errichten sucht! Diese Unmoral, diese Unzüchtigkeit, hier ist sie bloßgelegt ! Wie erbärmlich! Die Macht hatte ihre verborgenen Gründe, und wir werden sie gleich aufzeigen, um gegen <Le Roi s´amuse> so viele Vorurteile wie möglich anzuhäufen. Sie [die Macht] hätte gern gewollt, dass das Publikum so weit gegangen wäre, das Stück zu erwürgen, ohne es anzuhören, auf Grund eines eingebildeten Vergehens, so wie Othello Desdemona erwürgt. Honest Iago!
Aber, da es sich herausstellt, dass Othello Desdemona nicht erwürgt hat, demaskiert sich Iago und besorgt es selbst. Am Tag nach der Aufführung wird das Stück durch eine Anordnung verboten."
(Victor Hugo: Preface de «Le Roi s´amuse». In Œuvres Critiques Complétes. [Hrsg. v. Francis Bouvet])

## Rezeption und geschichtliche Situation
Das Stück wurde nach der Uraufführung verboten, vordergründig aus Gründen der Unmoral, wahrscheinlicher, weil es für die Monarchie politischen Sprengstoff enthielt, und es bei der Uraufführung zu Auseinandersetzungen zwischen dem royalistischen Publikum in den Logen und dem bürgerlich-demokratischen Publikum, den „Jungfranzosen“, in den Rängen kam. Zunächst wurden Marseillaise und Parisienne gesungen, später gingen die Auseinandersetzungen in eine offene Saalschlacht über.
Die am 27. Juli 1830 beginnende Julirevolution des Bürgertums in Frankreich war niedergeschlagen, und durch den Sturz des reaktionären Königs Karl X., an dessen Stelle Louis-Philippe I. trat, die Monarchie gerettet worden, und auch im Jahr der Uraufführung 1832 waren durch die Regierung Louis-Philippes demokratische Revolten unterbunden worden.
Hugos Stück enthielt vor diesem Hintergrund deutliche Provokationen gegen die erneute Restauration der Monarchie.
Victor Hugo, künstlerischer Repräsentant der demokratisch-revolutionären Bewegung der Zeit, strengte einen Prozess an, um die Aufführung des Stücks zu ermöglichen. Zwar verlor der Dichter den Prozess, und das Stück wurde während der nächsten 50 Jahre in Frankreich nicht gezeigt; Hugo jedoch wurde als Verteidiger der Meinungsfreiheit in Frankreich berühmt. Léo Delibes schrieb später eine Begleitmusik zum Theaterstück.

## Hugos „Le Roi s'amuse“ und Verdis „Rigoletto“
Das Motiv des Aristokraten, der libidinös in die bürgerliche Welt eindringt, und dabei die Lebenswelt seiner Untertanen ruiniert, ist für die Epoche der Aufklärung zumindest schon bei Friedrich Schiller mit Kabale und Liebe (ursprünglich „Luise Millerin“, später ebenfalls von Verdi als Oper Luisa Miller komponiert) angelegt, und 1831 erschien mit Le Bouffon du prince („Der Narr des Prinzen“) von D. Mélesville und X.-B. Saintine ein Vaudeville-Stück, das im Wesentlichen den Plot von Hugos Theaterstück enthielt, allerdings als Melodram, d. h. unter dem Primat von Form und Geste gegenüber Wort und Inhalt, und mit schließlichem „Happy End“, ausgeführt war, während Hugo sich an das zeitgenössische Volkstheater anlehnte, und Le Roi s´amuse als ein „Volksdrama“ konzipierte.
Giuseppe Verdi und sein Librettist Francesco Maria Piave entnahmen dem Stück von Hugo den Stoff für die Oper Rigoletto. Verdi hatte schon das Stück Hernani von Hugo für die Oper als Ernani adaptiert.
U.a. die berühmte Arie La donna è mobile wurde in Teilen direkt von Hugo übernommen. Dieser hatte den König Franz I. zugeschriebenen Ausspruch " Souvent femme varie. Bien fol est qui s'y fie ! " d. h. " Oft ist die Frau trügerisch. Ein Narr, wer ihr vertraut! " beim Besuch des Schlosses Chambord entdeckt.
Rigoletto enthält bis auf die Arie" Ella mi fu rapita" in jeder Gesangsnummer eine direkte Entsprechung zu Hugos Stück, während auch umgekehrt alle Auftritte im Theaterstück bis auf zwei (Schauspiel dritter Akt, zweite Szene, und fünfter Akt, zweite Szene) auch parallel im Rigoletto auftauchen. Auch der Narr Triboulet hieß bei ihm ursprünglich Triboletto, später dann erst Rigoletto.
Verdi selbst bezog sich auch konzeptionell, da Vertreter des Risorgimento, häufig auf den „französischen Revolutionär“ (im theaterkonzeptionellen Sinne) Victor Hugo. Er äußerte gegenüber einem Mitarbeiter des Fenice-Theaters in Venedig über sein Projekt, Hugos Stück umzusetzen: „Ich sage es Dir in aller Freundschaft, dass ich – ob sie mich nun in Gold aufwiegen oder ins Gefängnis werfen – unmöglich ein anderes Buch vertonen kann als „Rigoletto“.“
Die k.u.k. Zensurbehörden in Italien zwangen den Komponisten, den ursprünglichen Namen der Oper „La Maledizione“ („Der Fluch“ des Monterone) zu ändern, die Handlung von Frankreich nach Mantua zu verlegen, aus dem König lediglich einen Herzog zu machen und die Namen mehrerer Familien zu ändern.